# Ендвелл (Нью-Йорк)
Ендвелл (англ. Endwell) — переписна місцевість (CDP) в США, в окрузі Брум штату Нью-Йорк. Населення — 11 762 особи (2020).

## Географія
Ендвелл розташований за координатами 42°7′22″ пн. ш. 76°1′25″ зх. д. / 42.12278° пн. ш. 76.02361° зх. д. (42.122864, -76.023572).  За даними Бюро перепису населення США в 2010 році переписна місцевість мала площу 9,78 км², з яких 9,70 км² — суходіл та 0,08 км² — водойми.

## Демографія
Згідно з переписом 2010 року, у переписній місцевості мешкало 11 446 осіб у 5171 домогосподарстві у складі 3135 родин. Густота населення становила 1170 осіб/км².  Було 5478 помешкань (560/км²).
Расовий склад населення:
| - 93,1 % — білих - 2,4 % — чорних або афроамериканців - 2,0 % — азіатів - 0,2 % — корінних американців - 0,1 % — вихідців з тихоокеанських островів |

До двох чи більше рас належало 1,8 %. Частка іспаномовних становила 2,6 % від усіх жителів.
За віковим діапазоном населення розподілялося таким чином: 20,1 % — особи молодші 18 років, 58,7 % — особи у віці 18—64 років, 21,2 % — особи у віці 65 років та старші. Медіана віку мешканця становила 45,2 року. На 100 осіб жіночої статі у переписній місцевості припадало 91,2 чоловіків;  на 100 жінок у віці від 18 років та старших — 88,1 чоловіків також старших 18 років.
Середній дохід на одне домашнє господарство  становив 69 337 доларів США (медіана — 54 446), а середній дохід на одну сім'ю — 84 955 доларів (медіана — 75 483). Медіана доходів становила 53 564 долари для чоловіків та 37 000 доларів для жінок. За межею бідності перебувало 8,7 % осіб, у тому числі 10,7 % дітей у віці до 18 років та 5,1 % осіб у віці 65 років та старших.
Цивільне працевлаштоване населення становило 5672 особи. Основні галузі зайнятості: освіта, охорона здоров'я та соціальна допомога — 26,1 %, мистецтво, розваги та відпочинок — 13,2 %, роздрібна торгівля — 12,8 %.